# Eccrinida
Ordre
Les Eccrinida sont un ordre de Choanozoaires de la classe des Ichthyosporea.

## Liste des familles
Selon IRMNG (20 avril 2025) :
- Amoebidiidae Lichtenstein, 1917 ex Kirk et al., 2001
- Creolimacidae Cavalier-Smith, 2013
- Eccrinidae Léger & Dubosq ex Kirk et al., 2001
- Ichthyophonidae Cavalier-Smith, 2013
- Paramoebidiidae Reynolds & White in Reynolds et al., 2017
- Parataeniellidae Manier & Lichtwardt, 1968
- Piridae Cavalier-Smith, 2013
- Psorospermidae Cavalier-Smith, 2013

Selon GBIF (20 avril 2025) :
- Amoebidiidae Kirk, Cannon & David, 2001
- Creolimacidae Cavalier-Smith, 2012
- Eccrinidae Kirk, Cannon & David, 2001
- Eccriniidae
- Ichthyophonidae Cavalier-Smith, 2012
- Palavasciaceae
- Paramoebidiidae Reynolds & White, 2017
- Parataeniellaceae
- Parataeniellidae Manier & Lichtwardt, 1968
- Piridae Cavalier-Smith, 2012
- Psorospermidae Cavalier-Smith, 2012

Selon The Taxonomicon (20 avril 2025) :
- Amoebidiidae Kirk, Cannon & David, 2001 [paraphylétique]
- Creolimacidae Cavalier-Smith, 2012
- Eccrinidae Kirk, Cannon & David, 2001 [paraphylétique]
- Ichthyophonidae Cavalier-Smith, 2012 [monotypique]
- Paramoebidiidae Reynolds & White, 2017 [monotypique]
- Parataeniellidae Manier & Lichtwardt, 1968 [monotypique]
- Piridae Cavalier-Smith, 2012
- Psorospermidae Cavalier-Smith, 2012 [monotypique]

## Systématique
Le nom valide complet (avec auteur) de ce taxon est Eccrinida Léger & Duboscq, 1929.
Eccrinida a pour synonymes :
- Amoebidiales : non accepté
- Eccrinales : non accepté
- Ichthyophonida : non accepté nomen nudum